# Dichord

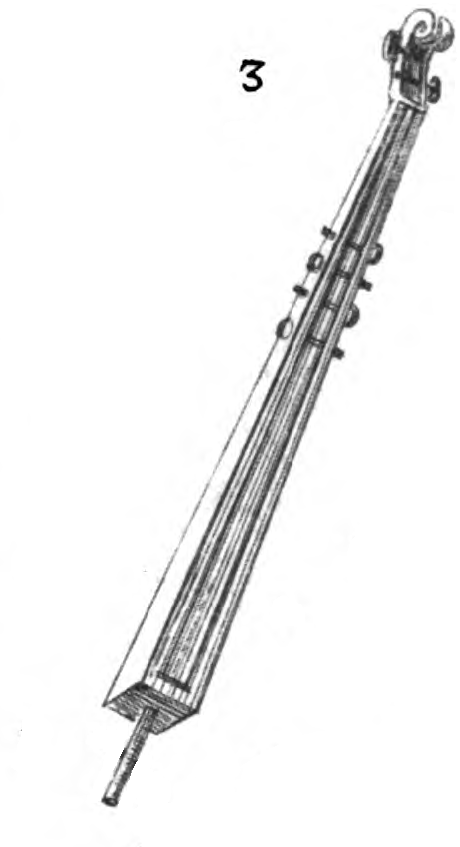
Abbildung in Blanchinus’ De tribus generibus (1742)

Das Dichord, Dichordon, oder Dichordium (von altgriechisch δί-χορδος ‚mit zwei Saiten‘) bezeichnet allgemein ein einfaches, bereits in der Antike bekanntes Saiteninstrument. Es besteht aus einem mit zwei Saiten bespannten Brett oder Resonanzkasten und ist damit instrumentenkundlich eine Brett-  oder Kastenzither. Das Dichord wurde wie das Monochord als Unterrichtsmittel und zur Intervall- und Tonhöhenbestimmung verwendet. Später erhielt es die Form des Trumscheit, unten viereckig, nach oben immer spitziger zulaufend.
Als Dichord wurden auch andere Saiteninstrumente, vor allem im 18. und 19. Jahrhundert altägyptische Darstellungen mutmaßlicher Langhalslauten bezeichnet.

## Begriffsgeschichte
Im frühen 3. Jahrhundert schrieb Clemens von Alexandrien über ein ebenfalls Dichord genanntes Saiteninstrument, welches die Assyrer erfunden hätten:

“Jam vero alia quoque gens, Cappadoces, primi invenerunt id, quod Nablium appellatur, quemadmodum Assyrii quoque Dichordon.”

„Eine weitere, andere Nation, die Kappadozier, erfand das Instrument namens Nabla und die Assyrer in der gleichen Weise das Dichord.“

### Charles Burneys Vermutung

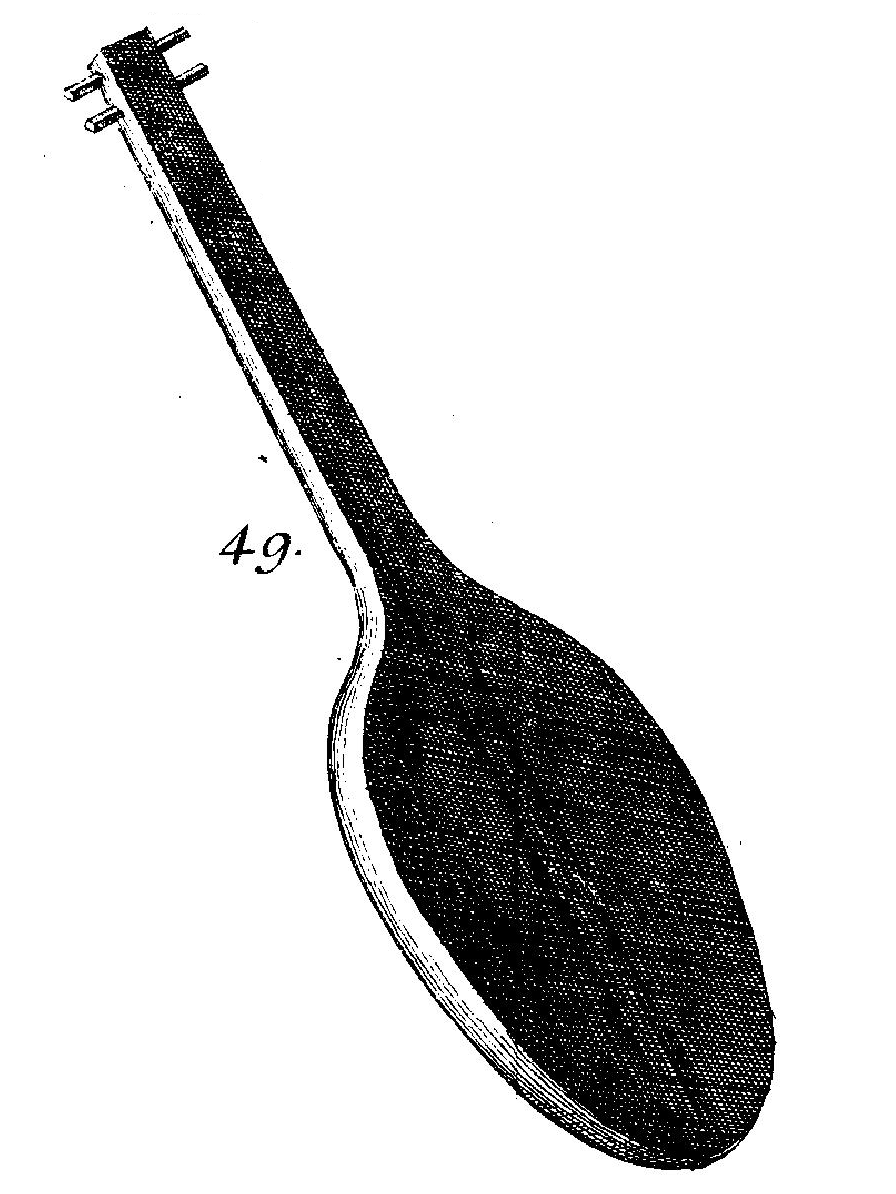
(Forkel): „Ein egyptisches Instrument, welches Burney für eine Art von Colascione, oder für ein Dichord hält.“

Charles Burney interpretierte eine Hieroglyphe, die mehrfach in der Inschrift auf dem Obelisco di Montecitorio vom Marsfeld in Rom vorkommt, als ein Musikinstrument, obwohl nur der Umriss des Zeichens zu erkennen ist. Er sah darin ein zweisaitiges Instrument mit Hals, welches dem Colascione ähnele und nannte es Dichord. Habe es auch nur zwei Saiten, so weise doch sein Hals darauf hin, dass eine große Zahl von Noten damit spielbar sei. Falls beispielsweise die beiden Saiten im Abstand einer Quarte gestimmt wären, würde man einen Heptachord, also sieben Töne erhalten. In seinem Werk A General History of Music führte er dies neben anderen Quellen als Beleg dafür an, dass die alten Ägypter eine ausgeprägte Musikkultur, lange vor den Griechen kannten.
Johann Nikolaus Forkel schrieb wenig später 1788, die Figur habe große Ähnlichkeit mit dem Colascione und es bestehe die Möglichkeit, dass „dieses alte Volk schon sehr frühe eine wirkliche Art von Tonleiter“ besessen haben könne, sah das aber im Hinblick auf alle anderen Formen früher Instrumente als unwahrscheinlich an.
Bis weit ins 20. Jahrhundert war man der Auffassung, das von Burney beschriebene Instrument sei „das einzige antike Griffbrettinstrument“, dessen eigentlicher Name nur noch nicht ermittelt sei.
Curt Sachs verband die Tanbur mit dem angeblichen antiken Instrument, welches bei ihm Nofre heißt und bemerkte, das Instrument tauche sehr oft auf Wandmalereien auf und werde als Hieroglyphe für das Wort „gut“ verwendet. Er stellte jedoch fest: „Die neuesten Forschungen Loret’s haben ergeben, daß dieses Zeichen kein Tanbür, sondern ein Steuerruder darstellt; damit entfällt die Identifizierung des Namens Nofre mit dem Tanbür.“
Der Herausgeber einer Edition von Burneys Werk, Frank Mercer, notiert noch in den 1930er Jahren, es handle sich eigentlich um ein tamboura oder nofre wie die Ägypter es nennen.
| F35 |

Der bedeutende Ägyptologe Alan Gardiner gab 1927 seine ägyptische Grammatik heraus, welche die Gardiner-Liste der wichtigsten Hieroglyphen enthält.
Er gab dem Bildzeichen für das Phonogramm nfr ‚gut‘ die Nummer F35 und nannte es „(Rinder-)Herz mit Luftröhre“.
In der Nachfolge wurde es in Unicode aufgenommen als U+13124 Egyptian Hieroglyph F035.

### Spearmans Dichord

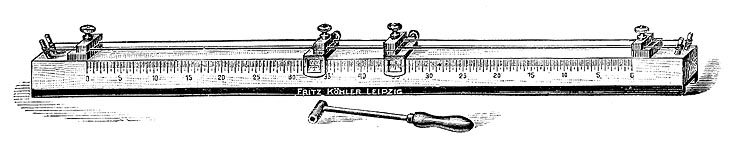
Abbildung von Spearmans Dichord (1908)

Ein spezielles Dichord ist das von Charles Spearman entwickelte Instrument zur Durchführung einer psychologischen Messmethode, bei der ein Proband versuchen soll, Töne zu unterscheiden, die mittels dieses Dichords vom Experimentator erzeugt werden, ohne dass der Proband ihn dabei sehen kann.